# Происхождение птиц

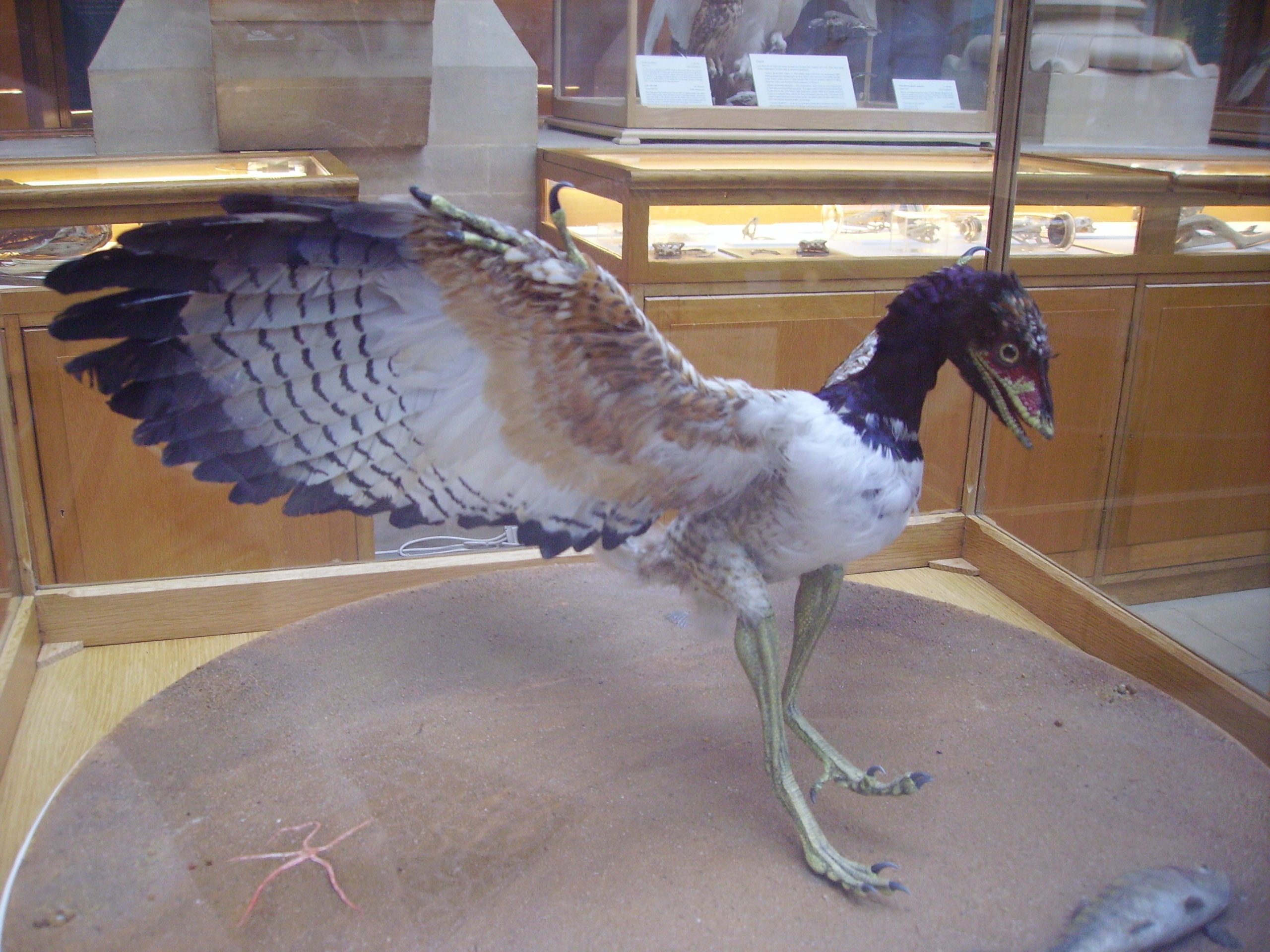
Реконструкция археоптерикса в Музее естественной истории Оксфордского университета

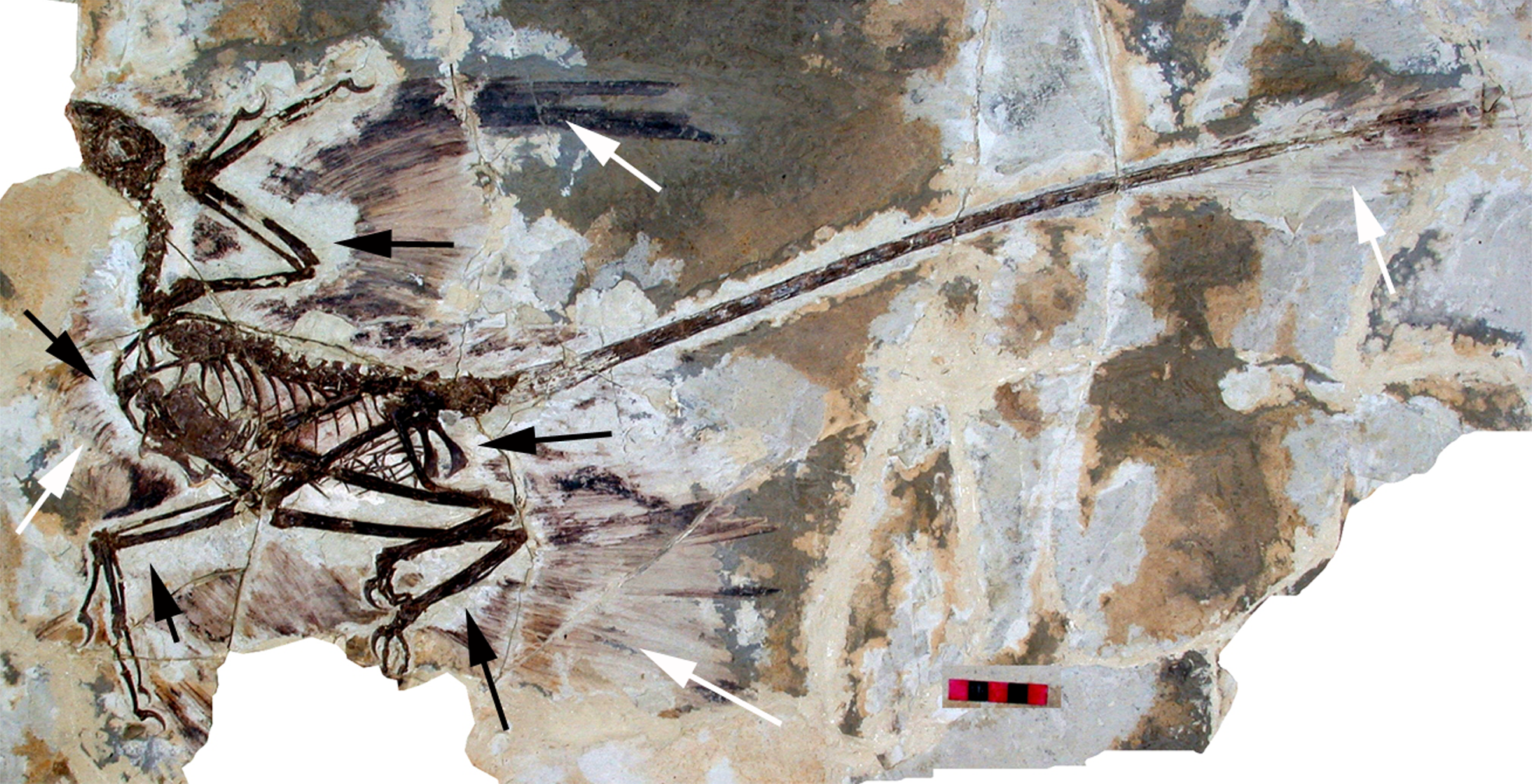
Голотип Microraptor gui с перьями

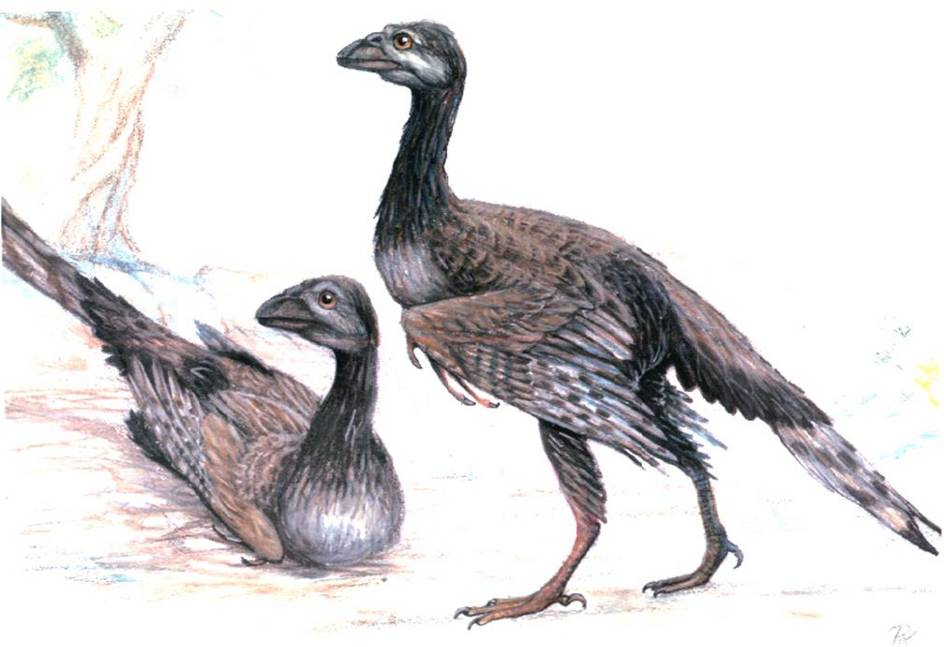
Энанциорнис, относящийся к Enantiornithes

Происхождение птиц — эволюционный процесс, в результате которого образовалась группа птиц (Aves). Согласно современным представлениям, птицы являются специализированными тероподовыми динозаврами из клады манирапторов, близкими к другим оперённым динозаврам, таким как дромеозавриды и троодонтиды.
Традиционно самым древним из известных родов птиц считается археоптерикс (Archaeopteryx), живший в позднеюрскую эпоху.
Единичные авторы придерживаются альтернативной версии, согласно которой, древнейшей известной птицей или близкой к ним формой является протоавис из позднего триаса. По этой версии, и птицы, и тероподы произошли от одной из более ранних групп архозавров. Большинство специалистов считают протоависа химерой и не принимают во внимание.

## Классические гипотезы

### «С земли вверх» (ground up; cursorial)
Гипотезы из группы «с земли вверх» выводят птиц непосредственно из наземных животных и исторически связаны с динозавровой версией происхождения птиц. Эта версия первоначально была выдвинута Томасом Генри Хаксли в XIX веке. В 70-х годах XX века её возродил Джон Остром. Основываясь на сравнении пересмотренной им остеологии археоптерикса и тероподных динозавров (в особенности описанного им дейнониха), Остром заключил, что ближайшими родственниками археоптерикса являются целурозавры из семейства дромеозаврид.
Впоследствии выводы Острома были подтверждены кладистическими исследованиями, обнаружением экземпляров целурозавров с отпечатками перьев, сравнением микроструктуры яичной скорлупы и репродуктивной биологии целурозавров и птиц. Сегодня тероподная гипотеза принимается большинством палеонтологов.
Современная филогения птиц и наиболее близких к ним групп тероподов выглядит следующим образом:

- Tetanurae
  - Coelurosauria — Целурозавры
    - Maniraptoriformes
      - Maniraptora
        - Eumaniraptora
          - Deinonychosauria (Dromaeosauridae + Troodontidae)
          - Aves — Птицы
            - Archaeopterygiformes
            - Pygostylia
              - Neornithes

Поскольку птицы оказались близкими родственниками двуногих наземных хищников, возник вопрос, как у таких животных возник полёт. Разные авторы выдвинули несколько гипотез, которые объединяют в группу «с земли вверх». Впервые такую идею высказал Сэмюэль Уиллистон в 1879 году. Остром в 1976 году предположил, что превращение передних конечностей в крылья было связано с их использованием для ловли насекомых. Эта гипотеза неоднократно критиковалась, и в 1997 году Остром от неё отказался.
Вариант гипотезы «с земли вверх» — бег по склону с помощью крыльев — предложил в 2003 году Кеннет Диал на основе наблюдения птенцов кекликов, взбиравшихся по наклонным поверхностям (вплоть до почти вертикальных), помогая себе взмахами крыльев.
Найденная 2018 году цепочка следов Dromaeosauriformipes rarus с большим расстоянием между каждым шагом может трактоваться как свидетельство в пользу гипотезы с земли вверх.

### «С деревьев вниз» (arboreal; trees down)
Эту гипотезу предложил в 1880 году Отниел Чарлз Марш. Её развивали сторонники происхождения птиц от древесных рептилий. Так, в начале XX века Герхард Хайльман, основываясь на детальном обзоре биологии птиц (включая археоптерикса) и рептилий, сделал вывод, что самыми близкими родственниками птиц следует считать триасовых псевдозухий (из надотряда текодонтов). Текодонтная гипотеза была общепринятой в середине XX столетия и поддерживается сегодня рядом специалистов. Однако вплоть до настоящего времени среди псевдозухий не удалось обнаружить форм, филогенетически близких к археоптериксу или другим ранним птицам.
Гипотеза Уокера (архозавроморфная)
Алик Уокер в 1970-х годах обосновывал родство археоптерикса и всех птиц с триасовыми архозаврами из подотряда сфенозухий, родственных современным крокодилам. Аргументы Уокера неоднократно критиковались, и сам автор впоследствии признал гипотезу несостоятельной.
До недавнего времени обе гипотезы постепенно теряли сторонников. Однако после открытия четырёхкрылых оперённых животных (микрораптора и некоторых других мелких динозавров), предсказанных ещё Уильямом Бибом в 1915 году под именем «тетраптерикс» (Tetrapteryx), группа гипотез «с деревьев вниз» вновь переживает расцвет. Что любопытно, подтвердить гипотезу Биба в 1926 году пытался Хейльман, исследовавший ноги птенцов горлиц и яканы, однако его исследования были тогда восприняты с большим скепсисом.
Некоторые авторы приходили к выводу о принадлежности к древним птицам скансориоптеригид. У Scansoriopteryx обнаружили характерные для птиц анатомические особенности: удлинённые передние конечности, кости запястий в форме полумесяца, лапы, приспособленные для сидения на ветках. Перья, расположенные на передних и задних конечностях, свидетельствуют о том, что он мог планировать в воздухе, перелетая между деревьями, а это, в свою очередь, означает, что полет возник не «снизу вверх», когда наземные динозавры-тероподы начали летать, а «сверху вниз», когда архозавры нарастили перья, позволившие им короткое время держаться в воздухе. Отнесение Scansoriopteryx к птицам вновь вызвало сомнения в происхождении птиц от динозавров. Но дальнейшие исследования (например, Lefèvre et al., 2017) это мнение не подтвердили.

## Другие гипотезы
После открытия протоависа Санкаром Чаттерджи (en:Sankar Chatterjee) в 1984 году появился ряд новых гипотез:
- По мнению самого Чаттерджи, древнейшей птицей является протоавис, а не археоптерикс. При этом ближайшими родственниками птиц являются триасовые цератозавры — группа тероподных динозавров, обладавшая рядом существенных особенностей, характерных для птиц (близкое к гетероцильному строение шейных позвонков, сплав тазовых костей и др.). Эти особенности скелета цератозавров традиционно расцениваются как результат конвергенции. При этом полёт появился в результате планирования дромерозаврид с деревьев.
- Гипотеза дифилетического происхождения птиц, разрабатываемая Е. Н. Курочкиным, частично основывается на изучении протоависа. Согласно этой гипотезе, веерохвостые птицы произошли от некоторой группы юрских архозавров, близким родственником которых является протоавис. Ящерохвостые птицы (например, археоптерикс и энанциорнисы) являются потомками тероподов. При этом предки птицы обитали не на настоящих деревьях, а в кустарниках, на которые они запрыгивали, используя силу ног, а спрыгивали, замедляя прыжок быстрыми махами оперённых передних конечностей. Ключевым в этой гипотезе является отсутствие стадии планирующего полёта, которая неоднократно критиковалась сторонниками гипотезы «с земли верх», согласно мнению которых, планирующий полёт самодостаточен и не способен перейти в машущий. Тем не менее, согласно Курочкину, планирующий полёт всё же имел место, но относился не к настоящим птицам, а к тупиковой ветви развития, представленной археоптериксом. Другим ключевым моментом в гипотезе Курочкина является то, что, в отличие от авторов классических гипотез «с деревьев вниз», он считает, что передние конечности при лазаньи играли вспомогательную роль и не обхватывали ствол дерева, а цеплялись за мелкие соседние ветви, помогая балансировать. Основная роль при лазаньи в гипотезе Курочкина отводится сильным задним конечностям. Это является вторым ответом критикам гипотезы «с деревьев вниз», по мнению которых, лазанье по деревьям с обхватом передними конечностями ствола дерева несовместимо с машущим полётом.
- Гипотеза Гарнера «атакующий проавис» («prouncing proavis») — выдвинута в 1999 году, отвергает как идею «с земли вверх», так и «с деревьев вниз». Согласно этой гипотезе, полёт появился в результате прыжков на добычу из засады с возвышения, а появление перьев служило повышению точности прыжка. В подтверждение гипотезы Гарнер приводит кладистическую линию Sinosauropteryx-Protarchaeopteryx-Caudipteryx-Archaeopteryx-Iberomesornis-Enantiornithes-Ornithurae, годом ранее построенную Джи.
- Гипотеза Петерса — выдвинута в 2002 году как развитие идеи Гарнера. В качестве одного из доказательств своей гипотезы Петерс раскритиковал как классическую гипотезу «с деревьев вниз», так и классическую «с земли вверх». Так, например, по его мнению, приспособление передних конечностей к лазанью противоречит приспособлению к полёту.
- Гипотеза Лакасы-Руиса (Lacasa-Ruiz, 1993) и Лопарёва (1996) — изначально выдвинута Лакасой-Руисом в 1993 году, а затем доработана в 1996 году С. А. Лопарёвым, который в качестве доказательства привёл сравнительный анализ строения таза птиц, а также онтогенез современных птиц. Согласно гипотезе, предки птиц обитали на заросшем мелководье, и перья на передних конечностях изначально служили для создания тени с целью привлечения рыбы (так охотятся некоторые болотные птицы). При спасении от хищников махи передними конечностями облегчали бег по заросшему болотистому мелководью, что постепенно перешло в использование экранного эффекта, затем в транзитный полёт (cruising flight).
- Гипотеза Савельева — выдвинута в 2005. Согласно этой гипотезе, птицы изначально обитали на мелководье, а затем научились нырять, используя передние конечности подобно оляпке и пингвину, что явилось преадаптацией к полёту[19][8].

## Найденные ископаемые
Эволюционное происхождение перьев можно проследить, начиная с карнотавра, покрытого многочисленными бугорками, похожими на фолликулы. Следующий этап виден у синозавроптерикса и дилуна, покрытых волокнистым пухом. И, наконец, у каудиптерикса, протархеоптерикса, синорнитозавра и микрораптора можно наблюдать настоящие перья.